# Хонен
Хонен (яп. 法然, ほうねん; 1133—1212) — японський буддистський монах кінця періоду Хей'ан — початку періоду Камакура, послідовник амідаїзму, засновник секти Дзьодо-сю.
Прозваний «Великим вчителем досконалого світла» (円光大師, Енко-дайсі), а також «Великим вчителем осяйного світла» (明照大師, Мьосьо-дайсі).

## Короткі відомості
Хонен народився 13 травня 1133 року у містечку Куме провінції Мімасака у сім'ї державного чиновника.
У молодому віці він поступив до провідного буддистського монастиря Енрякудзі секти Тендай. Там хлопець навчався під проводом ченців Ґенко і Коена, а згодом перейшов під нагляд Ейку, настоятеля окремого храму в місцевості Куродані того ж монастиря. Під час перебування в Енрякудзі Хонен зацікавився вченням амідаїстів. Останні стверджували про неможливість спасіння людини самотужки, шляхом навчання та медитацій, як наполягала секта Тендай, і проповідували, що лише віра у рятівну силу будди Аміда дарує людині рай у «Чистій землі Аміди».
Під впливом «Коментарів до Сутри будди безмежного життя» і «Збірника положень про переродження у Чистій землі», Хонен у 1175 році заснував секту Дзьодо-сю — секту «Чистої землі». Він повчав, що постійна молитва до будди «Навертаюся до будди Аміда!» — врятує людство.
Хонен почав проповдувати своє вчення при невеличкому храмі Йосімідзу у місцевості Хіґасіяма, на сході тогочасного Кіото. Його промови мали неабиякий успіх: багато самураїв і селян наверталися до нової секти. Це викликало занепокоєння старих буддистських сект, насамперед Тендаю, які розпочали гоніння на самого Хонена і його послідовників. В результаті у 1207 році проповідування амідаїстського вчення було тимчасово заборонене, а самого засновника Дзьодо-сю покарали засланням до провінції Санукі.
Однак невдовзі Хонену було дозволено повернутися до столиці, де він продовжив поширювати нову віру. Там він і помер 29 лютого 1212, в оточенні багатьох послідовників.
Серед основних праць Хонена виділяють «Збірку вибраних праць про заповіт і молитву Аміди» (1198).
У 14 столітті на основі життєпису Хонена була складана «Ілюстрований переказ про подорожі його високості Хонена» у 48 томах.